# Zapora Ross River
Zapora Ross River (ang. Ross River Dam) – zapora wodna położona na rzece Ross, w stanie Queensland (Australia) na terenie samorządu terytorialnego City of Townsville. Stanowi ona główne zaopatrzenie w wodne dla mieszkańców Townsville oraz sąsiednich miast. Zbudowana w 1971 roku przez firmę Leighton Holdings w celu gromadzenia wody i przeciwdziałaniu powodziom. Pojemność zbiornika wynosi ok. 233 mln m³, długość nasypu wynosi 8,35 km, a wysokość sięga 27 m. Obszar zajmowanego dorzecza wynosi 750 km². Najniższą ilość zgromadzonej wody odnotowano w styczniu 2008 r. (11% objętości nominalnej), a największą w lutym 2019 r. (233% objętości nominalnej).